# Shannon Shorter
Shannon Jerod Shorter (Houston, Texas, 1 de agosto de 1989) es un jugador de baloncesto estadounidense que pertenece a la plantilla del KK Split de la ABA Liga. Con 1,93 metros de estatura, juega en la posición de base.

## Trayectoria deportiva
Es un alero que puede alternar las posición de base formado en la Paris Junior College, Texas A&M-Corpus Christi Islanders y North Texas Mean Green. Tras no ser drafteado en 2011, comenzaría una larga experiencia en el basket latinoamericano y más tarde, en el baloncesto europeo y asiático.
El jugador pasaría por clubes de baloncesto de México, Argentina y Ecuador, antes de llegar a Europa para jugar en Israel durante dos temporadas. En 2015, se marcharía a Japón y después a China, para regresar al basket europeo en 2016, formando parte del TED Ankara Kolejliler.
El 15 de marzo de 2017, fichó por el Le Mans Sarthe Basket de la Pro A francesa.
En mayo de 2020, se compromete por el Hapoel Eilat de la Ligat Winner, la primera división del baloncesto israelí.
En la temporada 2021-22, firma por el Afyon Belediyespor de la Basketbol Süper Ligi.